# Góra Kalwaria (gemeente)
De gemeente Góra Kalwaria is een stad- en landgemeente in het Poolse woiwodschap Mazovië, in powiat Piaseczyński.
De zetel van de gemeente is in Góra Kalwaria.
Op 30 juni 2004 telde de gemeente 23 824 inwoners.

## Oppervlakte gegevens
In 2002 bedroeg de totale oppervlakte van gemeente Góra Kalwaria 145,11 km², waarvan:
- agrarisch gebied: 61%
- bossen: 19%

De gemeente beslaat 28,63% van de totale oppervlakte van de powiat.

## Demografie
Stand op 30 juni 2004:
| Omschrijving                   | Totaal | Totaal | Vrouwen | Vrouwen | Mannen | Mannen |
| ------------------------------ | ------ | ------ | ------- | ------- | ------ | ------ |
| eenheid                        | aantal | %      | aantal  | %       | aantal | %      |
| inwoners                       | 23 824 | 100    | 12 327  | 51,7    | 11 497 | 48,3   |
| bevolkingsdichtheid (inw./km²) | 164,2  | 164,2  | 84,9    | 84,9    | 79,2   | 79,2   |

In 2002 bedroeg het gemiddelde inkomen per inwoner 1612,44 zł.

## Plaatsen
Aleksandrów, Baniocha (2 sołectwa), Borki, Brześce, Brzumin, Buczynów, Cendrowice, Coniew, Czachówek, Czaplin, Czaplinek, Czarny Las, Czersk, Dębówka, Dobiesz, Julianów, Kąty, Karolina, Kępa Radwankowska, Królewski Las, Krzaki Czaplinkowskie, Linin, Łubna, Ługówka, Mikówiec, Moczydłów, Obręb, Ostrówik, Pęcław, Podgóra, Podłęcze, Podosowa, Potycz, Sierzchów, Sobików, Solec, Szymanów, Tomice, Wincentów, Wojciechowice, Wólka Dworska, Wólka Załęska.

## Aangrenzende gemeenten
Chynów, Karczew, Konstancin-Jeziorna, Piaseczno, Prażmów, Sobienie-Jeziory, Warka